# Keuper
Le Keuper, Keupér ou Keupérien désigne la partie supérieure du Trias germanique. Il recouvre la majeure partie du Trias supérieur ainsi que du Ladinien (Trias moyen).

## Contexte général
Durant le Trias, d'épaisses séries sédimentaires se déposent dans le bassin germanique qui recouvre alors une grande partie de l'Europe centrale, de la mer du Nord et de la mer Baltique. Trois faciès y sont majoritairement présents et définissent les trois membres du Trias germanique : 
- Le Muschelkalk avec un faciès majoritairement marin
- Le Buntsandstein et le Keuper, majoritairement continentaux.

## Dénomination
Le nom « Keuper » est dérivé du dialecte franconien Kiefer, Kieber ou Keiper, Keuper. Le terme est introduit dans la littérature scientifique par Leopold von Buch mais désigne alors un type de roche argileuse colorée et friable.  
Le transfert de ce terme à l'unité stratigraphique (afin de désigner une formation sédimentaire et plus un type de roche) remonte à Friedrich Hoffmann (de), qui l'utilise oralement dans ce sens en 1823. De façon indépendante, le géologue Christian Keferstein (de) utilise également ce terme dans le même sens à la même période créant une paternité étymologique double. 

## Stratigraphie
Le Keuper est essentiellement composé de roches évaporitiques et de marnes déposées dans de vastes mers peu profondes alimentées en sédiments détritiques fins. Les marnes du Keuper sont caractérisées par leur aspect irisé et leur couleur variant entre le blanc, le rose, rouge et le violet,. Les dépôts évaporitiques (formés lors de l'évaporation de l'eau de mer) incluent des formations de gypse, d'anhydrite et de halite,.
Les niveaux évaporitiques du Keuper forment les niveaux de décollement de plusieurs nappes de charriage des Alpes comme la Nappe de Digne.

Coupe géologique de la zone de chevauchement d'Alto Gállego ou le niveau de décollement (numéro 15) est constitué d'évaporites du Keuper.

Des bassins houillers sont également présents dans la stratigraphie du Keuper comme le gisement houiller de Haute-Saône ou celui des Vosges.

## Découpage stratigraphique
- Keuper supérieur ou Rhétien (t7) : Marnes bariolées et Marnes rouges à gypse[6],
- Mittlekeuper ou Keuper moyen (t6b) : Dolomie moellon, Grès à roseaux (t7b)[6],
- Lettenkeuper, Lettenkohle ou Keuper inférieur (t6a) : Marnes irisées à gypse[6].